# Gertrude Rock
Der Gertrude Rock war ein Klippenfelsen vor dem Kap Adare, der Nordspitze der Adare-Halbinsel im Norden des ostantarktischen Viktorialands. Er gehörte gemeinsam mit dem Rose Rock zu der als The Sisters benannten Gruppe von Klippenfelsen. Er brach zwischen 2003 und 2006 auseinander und versank im Meer.
Die Benennung dieses Felsens und des Rose Rock nahm Victor Campbell, Leiter der Nordgruppe bei der britischen Terra-Nova-Expedition (1910–1913), auf Vorschlag von George Murray Levick vor. Namensgebend waren zwei gleichnamige Schwestern aus einem damals populären Lied.